# Madawaska River (New Brunswick)
Der Madawaska River (englisch; in New Brunswick) oder Rivière Madawaska (französisch; in New Brunswick und in Québec) ist ein 48 km langer Fluss im östlichen Kanada.

## Flusslauf
Der Madawaska River hat seinen Ursprung im Lac Témiscouata in der Verwaltungsregion Bas-Saint-Laurent in Québec. Von dort fließt er in südöstlicher Richtung in den Madawaska County in New Brunswick. Schließlich mündet er bei Edmundston in den Saint John River. Dieser bildet dort die Grenze zu den Vereinigten Staaten. 

## Etymologie
Der Name bedeutet „Land des Stachelschweins“ und stammt von dem Algonkinwort Madoueskak.

## Geschichte
Im späten 17. Jahrhundert verlief am Fluss ein Teil der Témiscouata-Portage, eine Kanu- und Landroute, die von der Fundybucht zum Sankt-Lorenz-Strom führte. 1886 wurde auf der gleichen Strecke die Témiscouata Railway gebaut, eine normalspurige Eisenbahnlinie von Rivière-du-Loup in der Provinz Québec am Madawaska River entlang bis Edmundston. Im Jahr 1990 wurde die gesamte Strecke stillgelegt. Heute folgt der Petit Témis Interprovincial Bicycle Path, ein bekannter Radfahrweg, der stillgelegten Eisenbahntrasse. Außerdem verläuft die Québec Route 185, ein Abschnitt des Trans-Canada-Highways, über diese Route. Zu Beginn des 20. Jahrhunderts wurde der Fluss zum Flößen von Baumstämmen nach Edmundston für die Papier- und Zellstoffindustrie genutzt.
Der Madawaska River liegt in einer Region, die überwiegend von frankophonen sogenannten Brayon bewohnt wird. Im 19. Jahrhundert wollte diese Volksgruppe hier die unabhängige Republik Madawaska gründen. Ein Wappen und eine Flagge, die noch heute vor dem Rathaus in Edmundston gehisst wird, zeugt von diesen Bestrebungen. Die Grenze zwischen Kanada und den USA in dem Gebiet war lange Zeit zwischen dem damaligen Britisch-Nordamerika und den Vereinigten Staaten umstritten und führte 1838/39 fast zum Aroostook-Krieg. Der Konflikt wurde schließlich 1842 mit dem Webster-Ashburton-Vertrag ohne Blutvergießen beendet.